# Nimpira
Nimpira est une localité située dans le département de Kampti de la province du Poni dans la région Sud-Ouest au Burkina Faso.

## Santé et éducation
Le centre de soins le plus proche de Nimpira est le centre médical de Kampti tandis que le centre hospitalier régional (CHR) de la province se trouve à Gaoua.